# Wpuść mnie
Wpuść mnie (szw. Låt den rätte komma in) – szwedzka powieść Johna Ajvidego Lindqvista z 2004 roku. Opowiada o przyjaźni 12-letniego chłopca imieniem Oskar i wampirzycy Eli. Akcja utworu rozgrywa się w Blackebergu, na przedmieściach Sztokholmu we wczesnych latach 80. XX wieku. Książka przedstawia mroczną stronę człowieka, porusza kwestie przemocy, narkomanii, kradzieży, pedofilii, prostytucji oraz dokonywanych morderstw.
Książka została okrzyknięta bestsellerem w rodzimej Szwecji, po czym została przetłumaczona na duński, niemiecki, rosyjski i angielski w 2007 roku. W Polsce książka wydana została po raz pierwszy wydana w 2008 roku nakładem Wydawnictwa Amber.
W 2008 na ekranach kin pojawił się film Pozwól mi wejść, który zdobył wiele pozytywnych opinii wśród krytyków. Anglojęzyczny remake w reżyserii Matta Reevesa miał premierę w 2010 roku.

## Fabuła
12-letni Oskar nie ma znajomych i jest gnębiony w szkole. Chłopiec dokonuje drobnych kradzieży, objada się i planuje kiedyś zemścić się na jego szkolnych oprawcach. Monotonię jego życia przerywa wprowadzenie się obok dziewczyny o imieniu Eli i jej opiekuna. Eli wydaje się być dziwna; nieprzyjemnie pachnie, wychodzi tylko o zmroku, mimo pozornie młodego wieku ma kilka siwych włosów. Oskar i Eli zaprzyjaźniają się. Wkrótce w okolicy zaczyna dochodzić do brutalnych morderstw. Oskar zaczyna wiązać te wydarzenia z Eli i jej opiekunem, ale mimo to nie potrafi on zerwać więzi z przyjaciółką.

## Tytuł
Tytuł powieści nawiązuje do utworu Morrisseya Let the Right One Slip In z albumu Viva Hate, jak i przekonań związanych z tym, że wampir nie może wejść do domu bez wyraźnego zaproszenia.